# Expogroup
Expogroup är ett företag baserat i Dubai specialiserat på att anordna företagsmässor, i synnerhet i Afrika och Mellanöstern. Företaget har anordnat företagsmässor i 14 länder i Afrika och Mellanöstern och gör för närvarande (2017) omkring 25 mässor årligen. Därutöver har de även arrangerat olika event i Australien, Sydamerika och Europa.